# Volkswagen Amarok
Pour les articles homonymes, voir Amarok.
L'Amarok est un pick-up fabriqué par le constructeur automobile Allemand Volkswagen depuis fin 2010.
Il s'agit du premier pick up conçu par Volkswagen, contrairement au Taro qui était en fait un Toyota Hilux re-badgé. D'abord conçu pour le marché sud-américain, il a été présenté au public à General Pacheco, en Argentine, le 7 janvier 2010. Il existe en version pick-up simple cabine (2 places) et pick-up double cabine (5 places). Après un restylage en 2016, la seconde génération de l'Amarok est lancée fin 2022.

## Première génération (2010 -)

### Phase 1 (2010 - 2016)
La mise sur le marché de l'Amarok vise une catégorie jusqu'alors délaissée par les constructeurs européens : celle des pick-up dits "une tonne", occupé majoritairement par les constructeurs japonais et Ford. La version définitive du pick-up présentée sous la forme d'une étude de style au Salon de Hanovre en septembre 2008 sera baptisée Amarok. Le nom Amarok signifie « loup » en langue inuit.
A sa sortie, il propose trois niveaux de finitions, plusieurs motorisations, deux boites de vitesses ainsi que trois types de transmissions.

### Phase 2 (2016 - 2024)

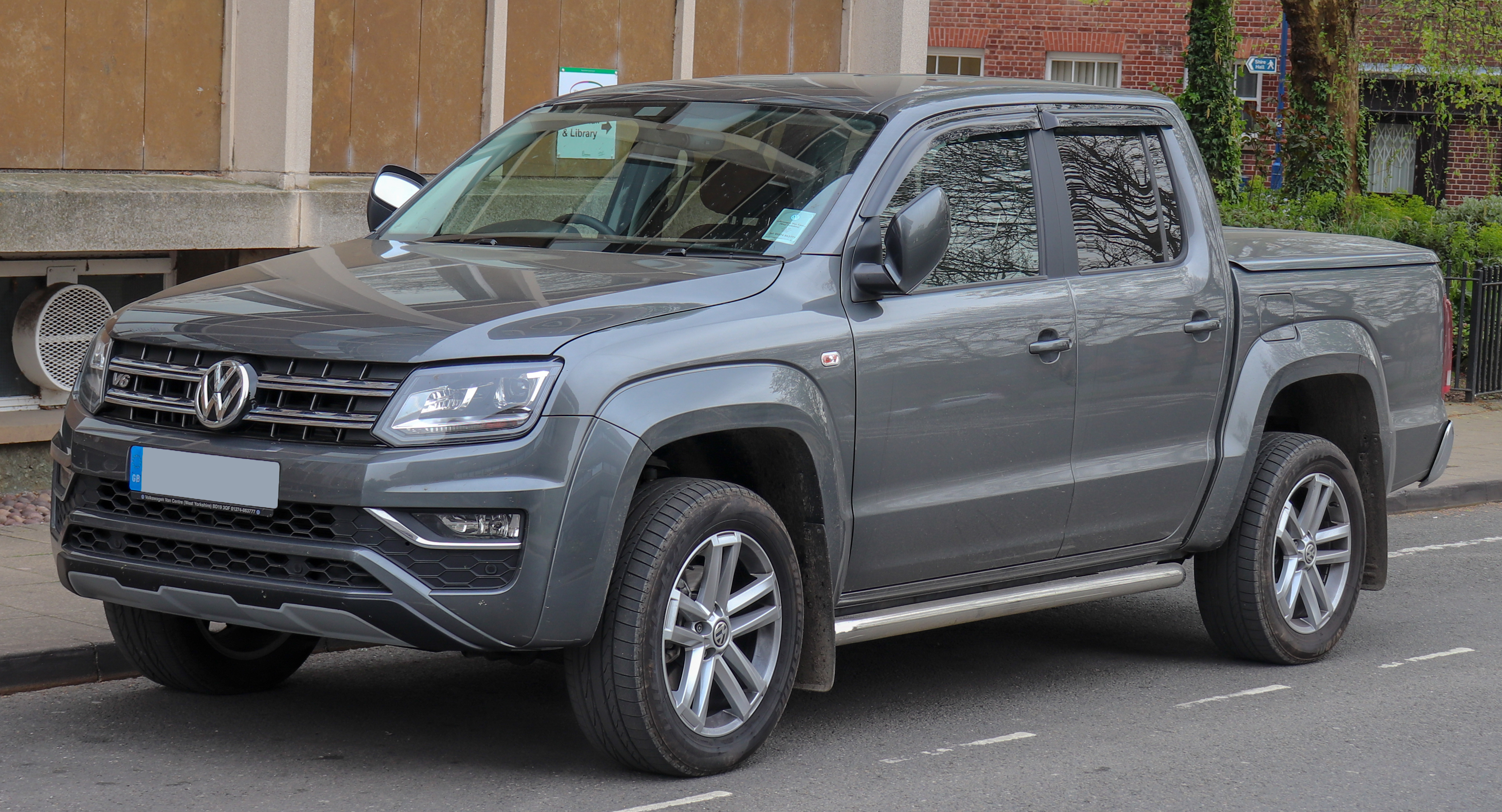
Volkswagen Amarok I phase 2 double cabine

En avril 2016, Volkswagen a présenté les premiers croquis de l'Amarok Phase 2 sorti fin 2016. Les phares intègrent un éclairage diurne, la calandre est redessinée, les boucliers adoptent des angles vifs et un sabot sur l'empattement entre les roues qui accentuent son côté baroudeur,. Cette nouvelle phase est associée à un moteur 3.0 TDI V6 de 224cv.
Au Salon de Francfort 2017, Volkswagen présente un concept de son Amarok qui préfigure sa future version haut de gamme, l'Amarok Aventura Exclusive. Il se distingue par des jantes de 19 pouces, des éléments chromés sur les seuils latéraux, de la grille protectrice avant, des coques de rétroviseurs et de la styling bar.
La production destinée à l'Europe, qui a lieu dans l'usine de Hanovre, prend fin à l'été 2020. 
L'Amarok reste fabriquée en Argentine, son principal marché. 

### Phase 3 (2024 -)
Il est restylé de nouveau à l'été 2024 pour l'Amérique du Sud. Ce restylage est dessiné par les bureaux de style brésiliens de la marque.
Le chef de produit de Volkswagen Argentine explique que le choix de ne pas le remplacer par le Volkswagen Amarok de seconde génération est lié à la réputation de la première génération dans la région, ainsi qu'à des performances supérieures à la deuxième génération en termes de comportement dynamique, de performances, de confort et de qualités tout-terrains.

### Motorisations
L'Amarok de 2010 est proposé en trois versions de motorisation selon le marché, un moteur essence et deux moteurs diesel au choix :
- Moteur 2,0 l TDI de 120 kW (163 ch) à unité biturbo

- Moteur 2,0 l TDI de 90 kW (120 ch) à turbocompresseur VTG (VTG : turbocompresseur à géométrie de turbine variable)

- Moteur 2,0 l TSI de 118 kW (160 ch)

Une version 130kW (180 ch) existe également pour le moteur 2,0 l TDI biturbo
L'Amarok phase 2 et 3 ne propose que V6 3,0L, allant de 163 à 258ch

### Boites de vitesses
Volkswagen propose à sa sortie une boite de vitesses mécanique à six rapports et deux ans plus tard une boite automatique à huit rapports.
Les versions boites auto sont plébiscitée et reconnues pour leur consommation légèrement inférieur (tout en améliorant le couple) mais certains consommateurs (notamment australiens) favorisent la boite manuelle en usage Offroad.
La boite auto est une DSG8 commune au groupe Volkswagen, produite par ZF

### Transmissions
Trois transmissions sont proposées :
- propulsion
- intégrale enclenchable
- intégrale permanente

Chez Volkswagen, les transmissions permanentes sont nommées 4MOTION, dans les deux cas, un bloqueur de différentiel arrière est proposé en option.

### Finitions
L'Amarok 1 phase 1 est disponible en version simple et double cabine et avec 3 finitions de base: 
- Startline
- Trendline
- Highline

Séries spéciales
- Hunter (limitée à 250 exemplaires)
  - Basé sur finition Highline
  - Utilisation du bloc diesel BiTDI de 180 chevaux
  - Boîte automatique à 8 rapports et transmission intégrale permanente 4Motion.
  - Jantes aluminium Cantera de 19 pouces
  - Phares bi-xénon
  - boule d'attelage de série
- Ultimate (limitée à 150 exemplaires)
  - Basé sur finition Highline
  - Utilisation du bloc diesel BiTDI de 180 chevaux
  - Boîte automatique à 8 rapports et transmission intégrale permanente 4Motion.
  - Rétroviseurs extérieurs rabattables électriquement
  - Tapis de sol velours identifiés « Amarok Ultimate », un revêtement des pédales type aluminium et un revêtement de benne
  - Feux arrière teintés sombres
  - Système d’alarme antivol périmétrique, un back-up horn et une protection anti-remorquage
  - Sellerie en Alcantara
  - Jantes aluminium Aragonit de 19 pouces
  - Phares bi-xénon
  - pack visibilité
- Dakar (ou Offroad)  Afin de célébrer la participation de l'Amarok au Dakar en tant que véhicule de support, Volkswagen officialise une série limitée (toujours à 380 exemplaires) avec des options spécifiques :
  - Moteur 2,0L de 163 ch en boite manuelle et transmission enclenchable 4motion
  - Jantes en alliage 16"
  - pare-chocs avant et arrière en plastique noir
  - peinture métallisée ou nacrée
  - volant gainé de cuir et climatisation automatique ‘Climatronic’ sont également au programme.

Deux packs sont disponibles en option. Un pack ‘City’ gratuit offre la transmission intégrale permanente, aide au stationnement arrière et pas de blocage de différentiel. Le pack ‘Communication’ propose le système de radionavigation RNS315, soit un écran tactile couleur 5’, l’affichage des cartes en 3D, les infos trafic TMC Via Michelin ou un lecteur CD MP3 avec connexion Bluetooth.
- VSD La série limitée VSD limitée à 380 exemplaires reprend la base de la finition Highline en ajoutant un hardtop de série.

La phase 2 ne conserve que la version double cabine et se limite à deux niveaux de finition de base :
- Comfortline
- Highline

#### Séries spéciales
- Ducati Diavel Edition[11]
  - Moteur V6 TDi 258 ch
  - boîte automatique à 8 rapports et transmission intégrale 4MOTION
  - arceau
  - baguettes de calandre noir laquées
  - coques de rétroviseurs noir laquées
  - jantes de 20 pouces noires
  - liseré rouge sur les portes
- Canyon
  - V6 3.0 TDI de 204 ch
  - boîte manuelle 6 vitesses (avec gamme de rapports courts) ou boîte automatique 8 vitesses avec transmission intégrale 4MOTION
  - élargisseurs d'ailes noirs et rampes de feux sur le toit
  - Couleur de carrosserie spécifique Orange Miel et jantes 17 pouces spéciales
  - blocage de différentiel arrière, protection sous moteur et pneus adaptés au hors-piste de série

### Utilisateurs notables

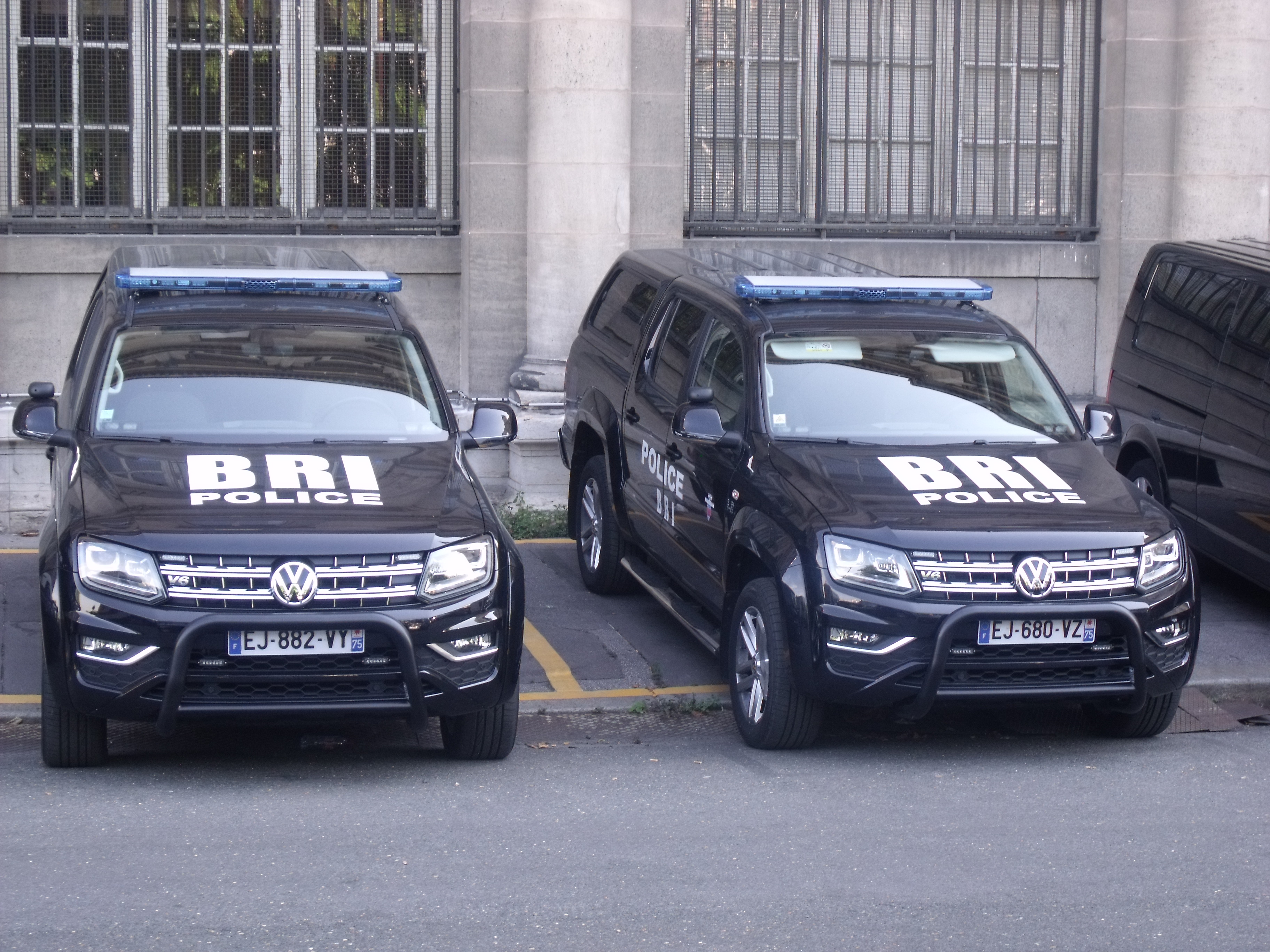
Deux Volkswagen Amarok de la Brigade de Recherche et d'Intervention

#### Forces armées
- Pays-Bas : Nederlandse Krijgsmachten[12].
- Portugal : Marinha do Portugal[13]

#### Forces de l'ordre
- Allemagne : Autobahnpolizei[14]
- France : Brigade de Recherche et d'Intervention[15].
- Gibraltar : Gibraltar Defence Police[16]
- Pays-Bas : Koninklijke Marechaussee[17].
- Royaume-Uni : Humberside Regional Marine and Underwater Search Unit[18].

#### Service de secours
- Allemagne : Feuerwehr-Dienstvorschrift[19].
- Australie : Rural Fire Service[20].
- France : Service départemental d'incendie et de secours du Lot-et-Garonne[21]
- Roumanie : Pompierii Romani[22].
- Royaume-Uni : Royal Fire Service[23].

## Seconde génération (2022 - )

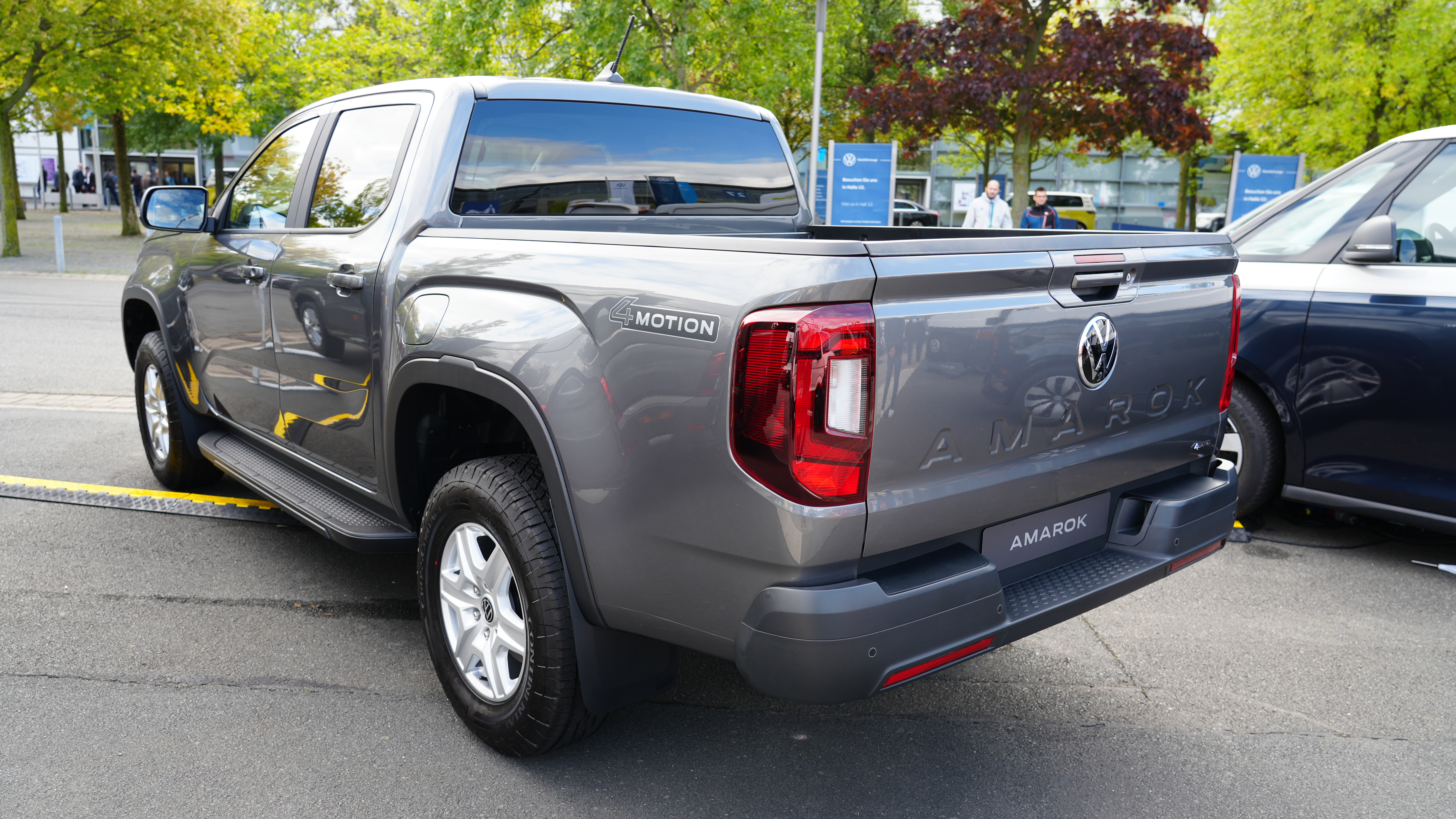
VW Amarok II double cab

La seconde génération de l'Amarok est présentée le 7 juillet 2022.
Ce pick-up est dessiné et co-conçu avec Ford en Allemagne et en Australie ; il est fabriqué en Afrique du Sud.
Le designer extérieur de l'Amarok II est de Dennis Kosik et l'intérieur de Dominik Krug, sous la responsabilité du chef du design pour ce projet, Gu-Han Kim.

### Caractéristiques techniques
L'Amarok II est équipé de phares à LED de série, et peut recevoir des phares matriciels en option. Les jantes atteignent au maximum 21 pouces, selon les versions disponibles.
Le pick-up est basé sur le châssis du Ford Ranger de quatrième génération. Il est disponible avec deux (propulsion) ou quatre roues motrices et elle est déclinée en simple ou double cabine en fonction des marchés.

#### Motorisations
L'Amarok de seconde génération est disponible avec des blocs thermiques essence et diesel. En essence, il reçoit un quatre cylindres 2.3 TSI de 302 ch, provenant de la Ford Mustang VI, associé à une boîte automatique à dix rapports. En diesel, il propose un 4-cylindres 2.0 TDI de 150 ch aux États-Unis, 170 ou 204 ch en Europe, ou un V6 3.0 TDI de 241 ch (250 selon le marché). D'autres boîtes de vitesses seront proposées dans un second temps, à savoir une boîte manuelles à cinq ou six vitesses et une boîte automatique à six rapports.

### Finitions
- Life[30]
- Style
- Aventura

## Ventes
| Année | Production |
| ----- | ---------- |
| 2009  | 193        |
| 2010  | 44,525     |
| 2011  | 76,965     |
| 2012  | 78,633     |
| 2013  | 91,739     |
| 2014  | 69,695     |
| 2015  | 81,019     |
| 2016  | 63,367     |
| 2017  | 80,328     |
| 2018  | 88,950     |
| 2019  | 72,513     |
| 2020  | 52,100     |
| 2021  | 42,755     |
| 2022  | 42,806     |
| 2023  | 43,512     |

### Autres pick-up similaires
- Nissan Navara
- Renault Alaskan
- Mercedes Classe X
- Mitsubishi L200
- Fiat Fullback
- Mazda BT-50
- Isuzu D-Max
- Ford Ranger
- Toyota Hilux
- Peugeot Landtrek